# Acer pinnatum
Acer pinnatum é uma espécie de árvore do gênero Acer, pertencente à família Aceraceae.